# Essere Claudia Cardinale
Essere Claudia Cardinale è un film documentario biografico italiano del 2005, diretto da Stefano Mordini con Claudia Cardinale, insieme alle testimonianze di alcuni colleghi, amici, registi e altri collaboratori tra cui Marco Bellocchio, Liliana Cavani, Lidio Bozzini, Enrico Lucherini, Piero Tosi.

## Trama
Claudia Cardinale ha attraversato e interpretato il cinema internazionale dagli anni '60 sino ad oggi. È stata diretta da innumerevoli registi: Monicelli, Bolognini, Fellini, Visconti, Comencini, Ferreri, Maselli, Zurlini, Leone, Herzog, Squitieri, Hataway, Lelouch, Edwards, in oltre 100 film rappresentando i mille modi di essere donna.